# 박싱 데이
박싱 데이(영어: Boxing Day) 또는 성 스테파노의 날은 크리스마스 다음날(12월 26일)을 가리키는 말로, 많은 영연방 국가에서 크리스마스와 함께 연휴로 정하고 있으며, 영국뿐만 아니라 여러 나라에서 공휴일로 정하고 있다. 독일, 스웨덴 등에서는 크리스마스 다음날이라고 단순하게 부른다.
박싱 데이는 전통적으로 가난한 사람들에게 선물과 기부를 하는 날인데, 현대에는 크리스마스 재고품 등 연말에 재고를 털어내기 위해 소매상들이 물건 가격을 대폭 할인 판매해 소비자들이 쇼핑하기에 유리한 날로 인식되고 있다.
박싱 데이를 공휴일로 정하고 있는 영연방 국가들에서는 박싱 데이가 토요일이면 이틀 뒤 월요일(12월 28일)을 대체 공휴일(bank holiday)로 하고, 크리스마스가 토요일이면 12월 27일(월요일)과 12월 28일(화요일) 모두 공휴일로 한다. 2004년, 영국 정부 휴일 목록에서 박싱 데이의 대체 휴일은 12월 27일(월요일)이었고, 크리스마스의 대체 휴일은 12월 28일(화요일)이었다.

## 유래
선물상자를 의미하는 영어 낱말 'Box'에서 유래했으며, 권투(영어: Boxing 복싱[*])와는 관련이 없다.
박싱(boxing)은 크리스마스 선물 상자를 준다는 의미이다. 

## 기원
박싱 데이의 기원에 대해서는 논란이 있는데, 다음과 같은 주장들이 제기되고 있다.
1. 수백년 전에 상인들이 하인들에게 음식과 과일을 크리스마스 팁으로 주었다. 자연스럽게 음식과 과일 선물을 상자에 포장되었기 때문에 "박싱 데이"라고 불린다.
2. 봉건 시대에 크리스마스는 대가족이 모이는 날이었다. 모든 농노들은 영주의 집으로 모였고, 영주가 농노들에게 연금을 주었다. 12월 25일의 크리스마스 파티가 끝나면 영주가 자기 땅에 살고 있는 농노들에게 옷, 곡물, 연장과 같은 물건들을 상자에 담아 주었고, 각 농노의 식구들은 크리스마스 다음날 그 상자를 집으로 가져갔다. 이 설명에 따르면 이 행사에는 자의성이 전혀 없었고, 영주는 이런 물품을 제공할 의무가 있었다. 물건을 상자에 담아 주었기 때문에 그 날을 박싱 데이라고 불렀다.
3. 수십년 전만 해도 영국에서는 하인들이 크리스마스 다음 날(12월 26일)에 일을 하러 올 때 고용주에게 상자를 갖고 오는 풍습이 있었다. 고용주들은 특별 연말 수당으로 상자에 동전을 넣어줬다. 이는 근대의 크리스마스 보너스와 비교할 수 있다. 하인들은 동전 상자를 들고 갔으며, 그래서 박싱 데이라 부른다.
4. 교회에서는 크리스마스에 헌금함을 열어서 그 돈을 다음 날 가난하고 비천한 주민들에게 주는 것이 전통이었다. 이 설명에 따르면 "박스(box)" 또는 "박싱 데이"는 헌금이 남아있는 거대한 잠금 상자 하나에서 유래했다.
5. 영국에서는 많은 하인들이 크리스마스에 고용주를 위해서 일을 해야 했기 때문에 고용주들이 25일 파티 후 남은 음식들을 상자에 담아 하인들에 가져 가도록 했다. 즉, 맛있는 음식이 담긴 상자를 받아오는 날이라는 뜻에서 박싱 데이라고 불리게 되었다.

## 영연방의 경우
영국에서 박싱 데이는 전통적으로 스포츠 활동의 날이다. 원래는 여우 사냥이었지만 근대에는 축구와 경마를 한다. 프리미어리그에서 크리스마스 휴가가 없이 시즌을 진행하는 이유이며, 모든 라운드가 12월 26일 하루에 진행된다.
캐나다와 그리고 이를 축하하는 다른 모든 나라에서 박싱 데이는 공휴일로 지켜지며 상점들이 가격을 대폭 인하하여 크리스마스 재고를 판매한다. 소매상들에게 박싱 데이는 매우 중요해서 종종 "박싱 주간"으로 확장하기도 한다. 오스트레일리아와 뉴질랜드에서도 비슷하게 나타난다.
오스트레일리아에서는 12월 26일 시작하는 크리켓 테스트 매치는 박싱 데이 테스트 매치라고 불리며 여름의 많은 군중 앞에서 멜버른 크리켓 경기장(MCG)에서 열린다. 비슷하게 뉴질랜드에서도 박싱 데이 테스트 매치가 웰링턴의 베이슨 리저브에서 열린다. 시드니에서는 세계 최대의 그리고 가장 유명한 해상 경주인 시드니-호바트 요트 경주가 매년 열리는데 요트가 수많은 관중들이 항구와 관람 보트에서 지켜보는 가운데 시드니항을 요트가 출발하므로 이 날 시작된다.
남아프리카 공화국에서는 26년째 공휴일로 지켜지고 있다. 비록 공식적으로는 친선의 날로 알려져 있지만 그 지방에서 영어를 사용하는 사람들은 종종 박싱 데이라고 한다. 크리켓 테스트 매치가 열리는 것이 보통이며 이 날 시작해서 외국의 방문팀과 겨룬다.
인도, 몰디브는 영연방이지만, 12월 26일이 공휴일이 아니다.

## 유럽 대륙의 경우
오스트리아, 덴마크, 독일, 헝가리, 네덜란드, 노르웨이, 폴란드, 스웨덴에서 12월 26일은 크리스마스 다음날(독일어: "der zweite Weihnachtsfeiertag", 스웨덴어: Annandag Jul)로 부르며 공휴일이다. 아일랜드에서는 성 스테파노의 날 또는 굴뚝새의 날로 불리고, 오스트리아에서는 Stefanitag으로, 핀란드에서는 tapaninpäivä로 불리며 모두 성 스테파노의 날이라는 뜻이다. 영국의 웨일스에서는 성 스테파노의 축일이라는 뜻인 Gŵyl San Steffan로, 스페인의 카탈루냐에서는 자기들 언어로 성 스테파노란 뜻의 Sant Esteve으로 불린다. 굴뚝새 사냥으로도 알려져 있는데, 굴뚝새 사냥은 유럽의 일부 섬에서 행해졌다. 독일에서는 크리스마스와 신년 사이를 "두 해의 사이 날들"(zwischen den Jahren)로 부르며, 소매상들이 성탄절 재고를 처분하는데 매우 중요한 기간이다.

## 북아메리카의 경우
미국과 캐나다에서 모두 박싱 데이는 소매점들이 할인해서 물건을 파는 날이다. 그 때문에 상점 앞에 사람들이 매우 길게 줄을 선다. 상점들은 이 세일을 통해서 재고를 처분하고 새해 상품을 위한 자리를 마련한다. 이는 종종 미국에서 큰 비중을 차지하는데, 천분세(재산세와 비슷)가 매해 1월 1일(세금 관할구역에 따라 1월 7일 또는 15일)에 남아있는 재고에 붙기 때문에 이 시기에 재고를 최대한 많이 처분하려고 할인판매를 한다. 또, 많은 제품들에 운송을 위한 리베이트가 붙는데 이는 제조사가 재고를 처분하기 위한 전략이다. 이러한 경향은 박싱 데이가 공휴일인 영국에서도 증가하고 있다.